# Marcel Joniau
Marcel Joniau (Etterbeek, 1938) is een Vlaams hoogleraar scheikunde en was van 1996 tot 2001 campusrector van de Kortrijkse universiteit KULAK. Hij volgde in deze functie Vic Nachtergaele op en werd zo de vierde campusrector van de KULAK.
Joniau behaalde in 1963 een doctoraat in de Wetenschappen (Biochemie) aan de K.U.Leuven. Vanaf 1971 was hij lector aan de KULAK, een jaar later docent, vanaf 1975 hoogleraar en vanaf 1977 gewoon hoogleraar. Hij doceerde onder andere Algemene en Biologische Scheikunde, Celbiologie, Metabolisme en Metabole regeling aan de Faculteit Geneeskunde van de KULAK.